# Parc d'État d'Antelope Island
Le parc d'État d'Antelope Island (en anglais Antelope Island State Park) est un parc d'État américain situé dans l'Utah. Il consiste en la plus grande des 10 îles du Grand Lac Salé.

## Géographie
La superficie d'Antelope Island est 28 000 acre (113 km2).
L'île est située dans le sud-est du Grand Lac Salé à 32 km au sud-ouest d'Ogden, 25 km à l'ouest de Layton et 60 km au nord-ouest de Salt Lake City.

## Histoire
Le nom de l'île fut donné par John Charles Frémont en 1845 après une chasse à l'antilope américaine fructueuse.
Le parc a été créé avec la partie nord de l’île 2 000 acre (8,09371284 km2) en 1969, puis le reste de l'île en 1981 quand l'état a acheté le Fielding Garr Ranch (en).
La digue permettant d'accéder à l'île par voie terrestre fut rouverte en juillet 1993 après une décennie de fermeture due à une hausse du niveau des eaux du lac.

## Informations touristiques
L'île est accessible par une digue de 11 km de long.
L'accès se fait 11 km à l'ouest de la sortie numéro 332 de l'Interstate 15 près de Layton.
L'entrée dans le parc coûte 15 $ pour un véhicule et 3 $ pour les piétons et les cyclistes en 2024.
L'île dispose d'un port de plaisance, de plages et de nombreux sentiers de randonnée.

## Faune et flore
La faune du parc est composée d'environ 600 bisons (introduits en 1893), de mouflons, d'antilopes (réintroduits en 1993) et de coyotes. On peut aussi y voir des lynx roux et des espèces de cervidés.
La meilleure période pour observer les fleurs est entre fin mai et début juin.

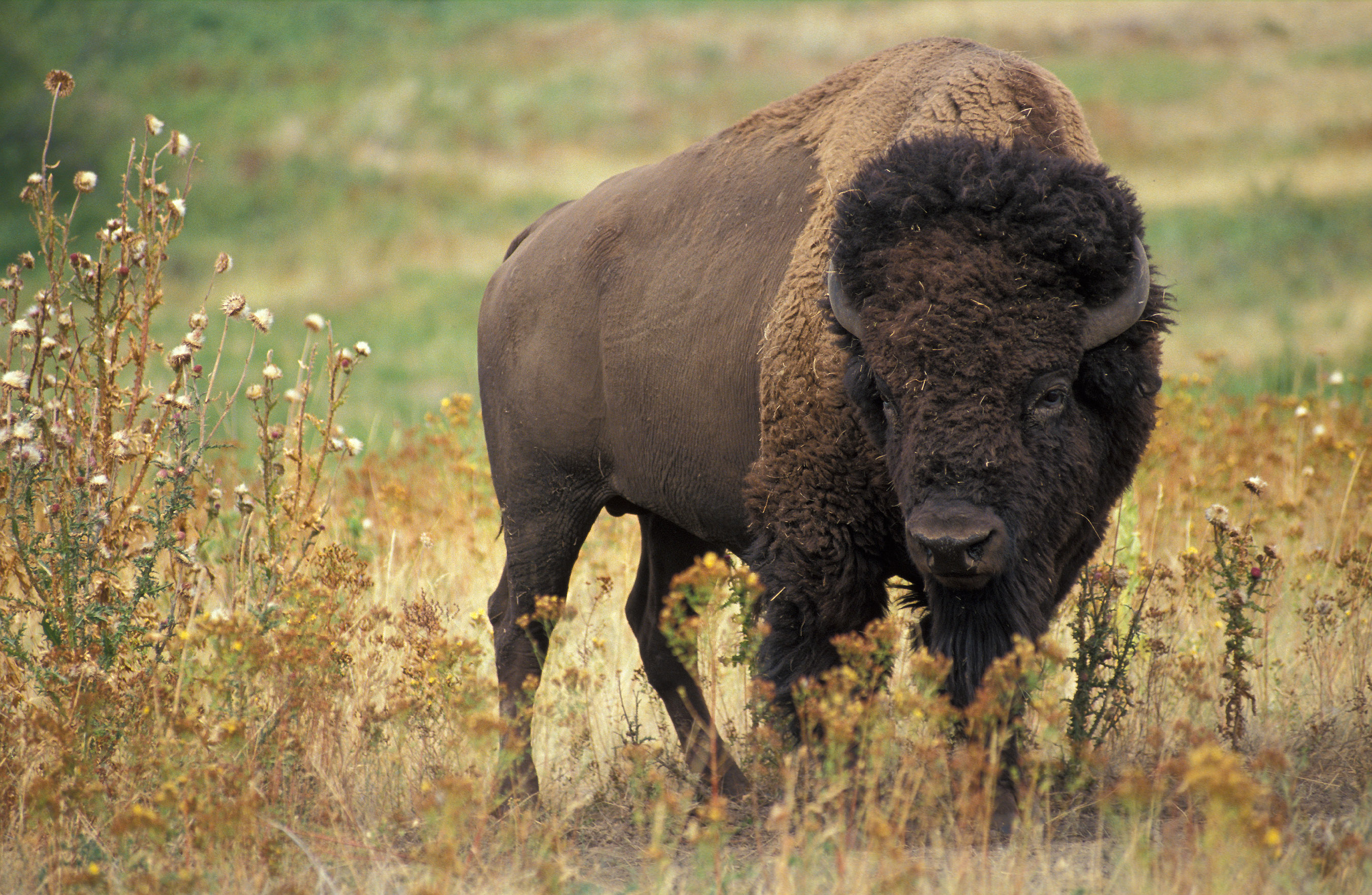
Bison d'Amérique
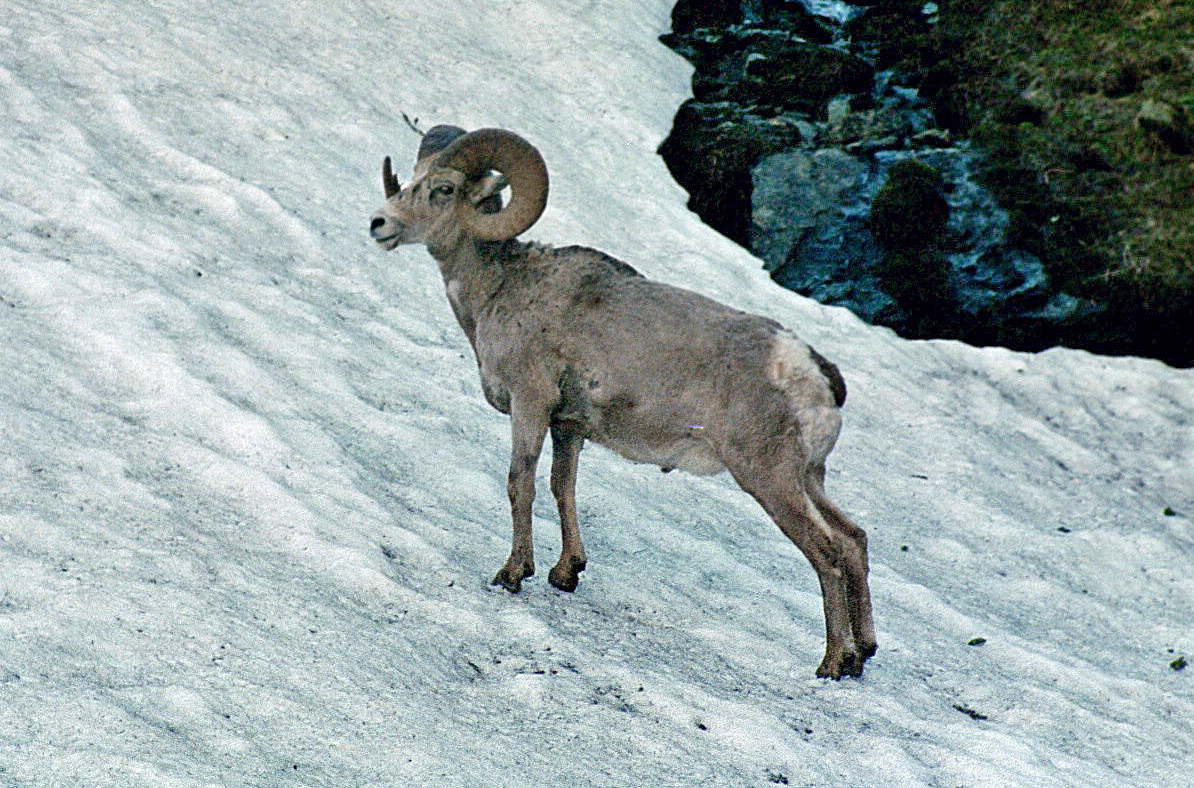
Mouflon d'Amérique
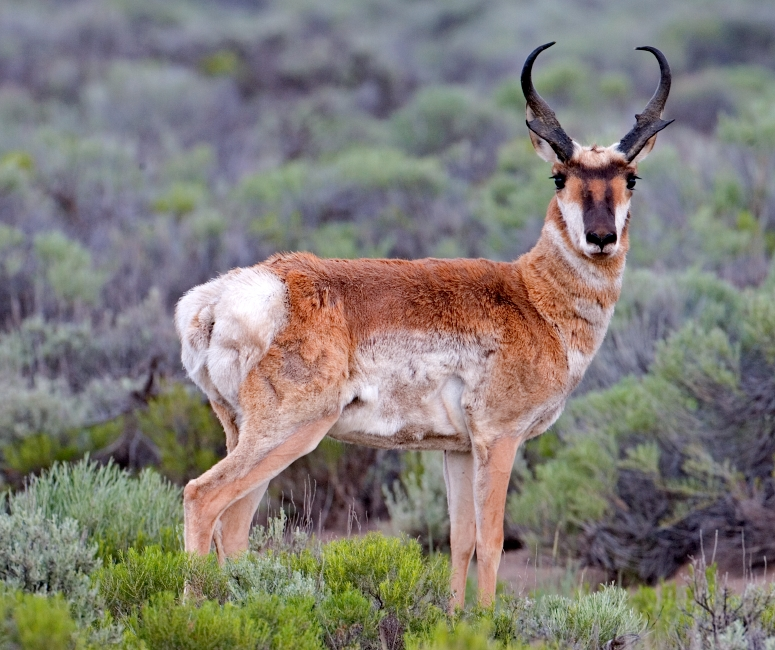
Antilope d'Amérique
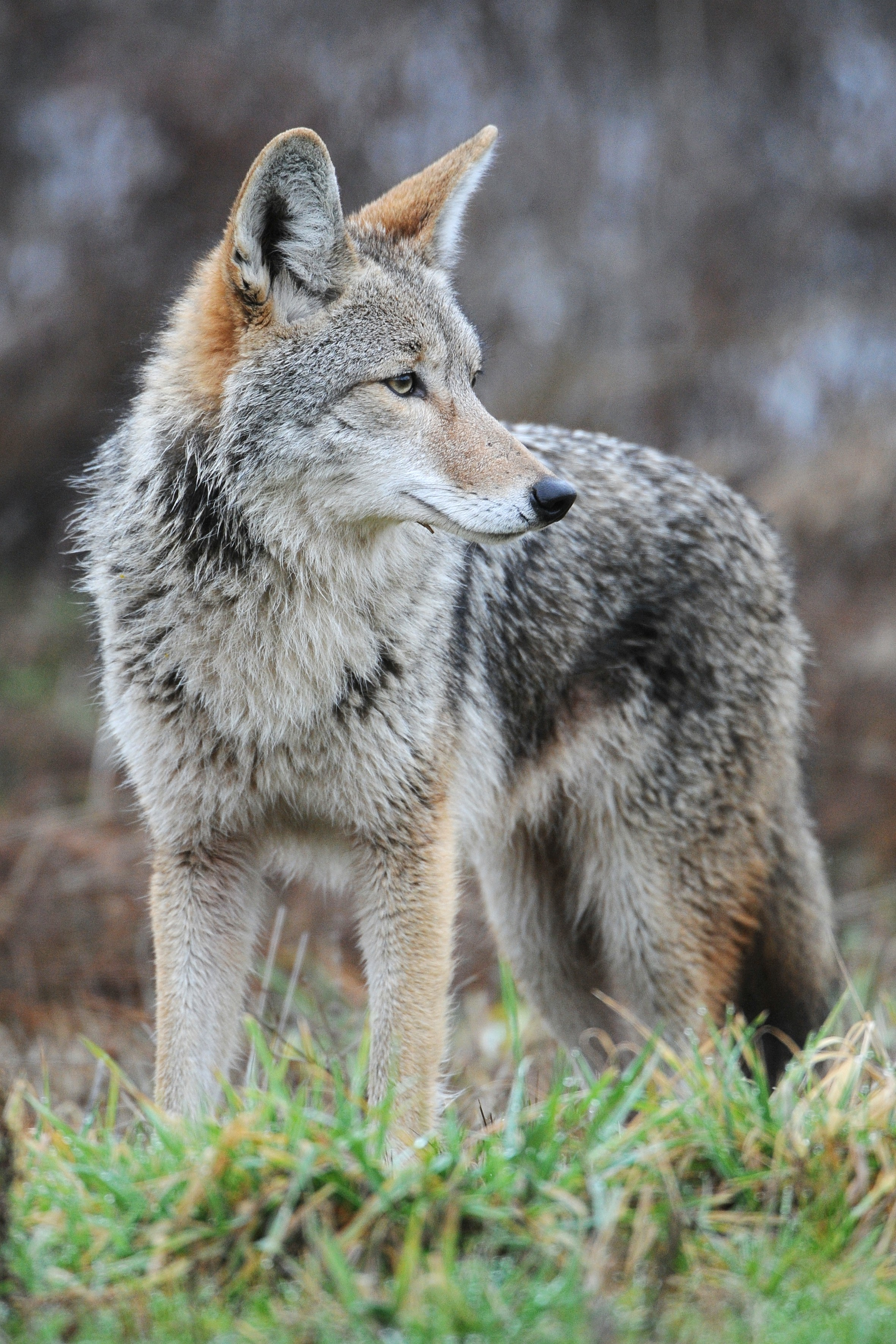
Coyote
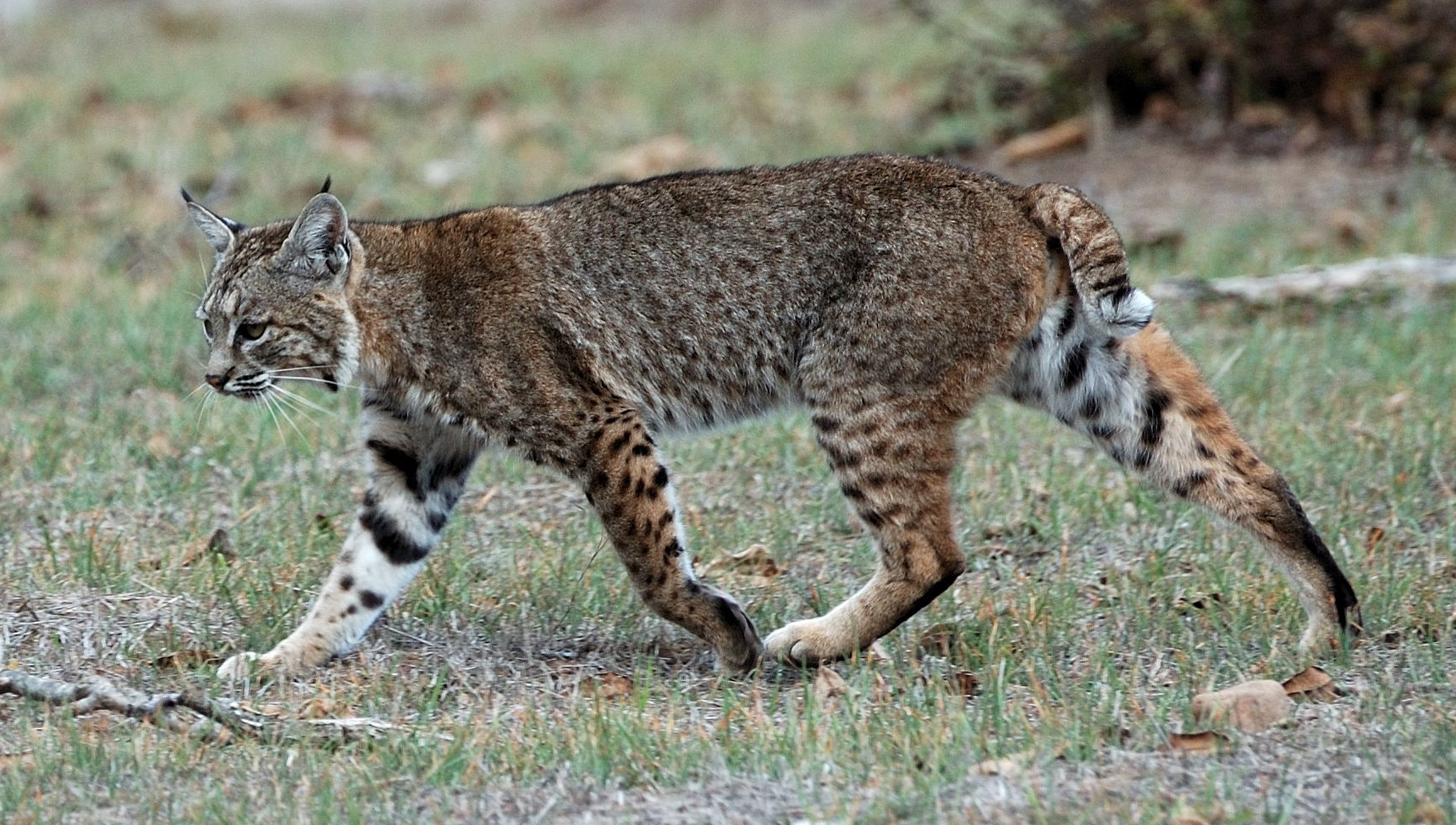
Lynx roux
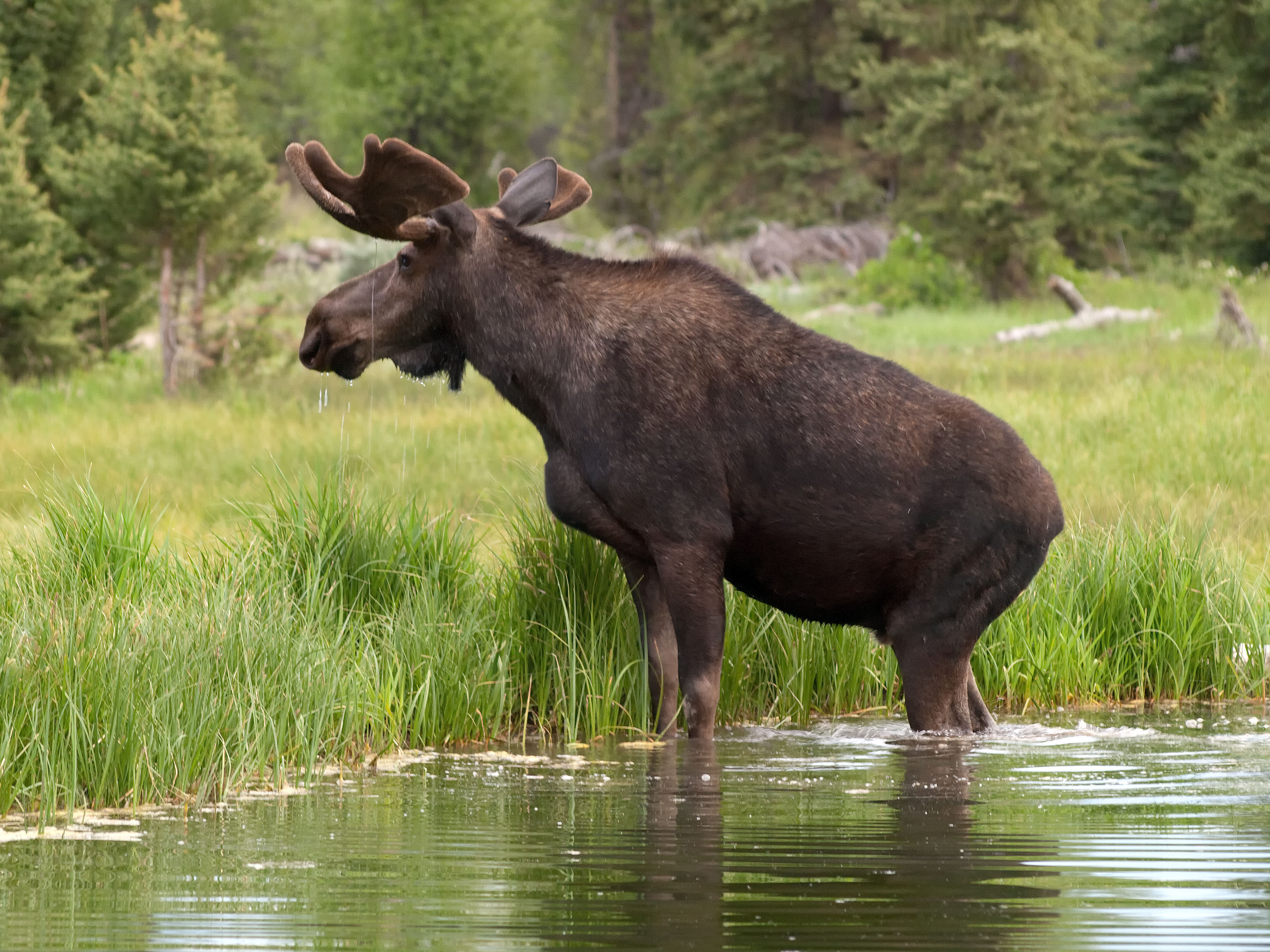
Orignal